# 제나라

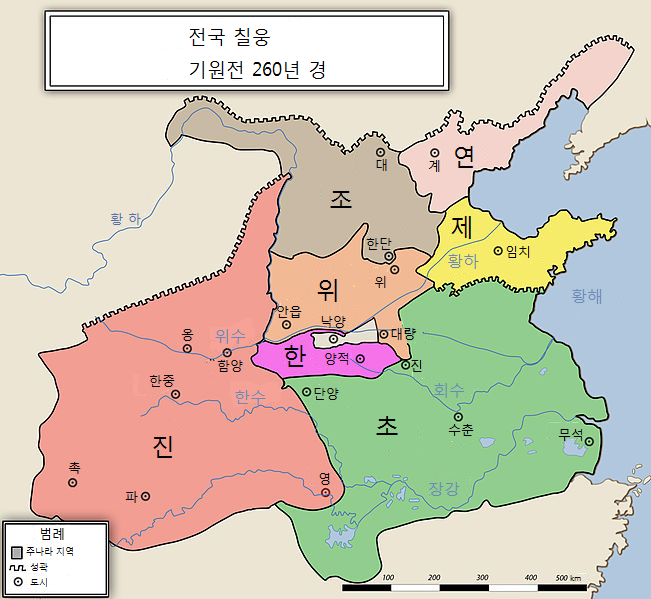
전국 시대 기원전 260년의 전국 칠웅

제(齊, 기원전 1046년? ~ 기원전 221년)는 춘추 시대의 춘추 오패이자, 전국 시대의 전국 칠웅 중 하나로, 근거지는 현재의 산둥 지방이다. 수도는 임치이다.

## 역사

### 강제

#### 태공망의 봉건
주의 문왕이 나라를 건국할 때 재상 강태공에게 봉토로 내린 땅이다. 당시에 주나라의 세력으로만 동중국 지역에 영향력을 행사하지 못하고, 동이라는 불리는 이민족이 이 지역에 있었다. 영지를 하사한 것과 다르게, 태공망 강상에게 동중국 지역 세력들을 토벌할 것을 명한 것이 실상에 가까울 것이다. 강태공은 제나라의 제후가 되었고, 현지 풍속에 맞춰 정치를 집행하였고, 제나라를 안정시켰다. 관숙(管叔)과 채숙의 반란 후에, 성왕은 "동쪽은 바다에 이르러, 서쪽은 하수에 이르러, 남쪽은 목릉에 이르러, 북쪽에 이르러서 5후 9백이 죄를 범했을 경우, 그들을 토벌해도 괜찮다."라고 명했다. 그 후도 영토를 확대하였고, 춘추 시대 초기에는 동쪽의 강국이 되었다. 제나라는 바다를 접하여 있어, 소금의 생산을 하였고, 철이 나오기도 하였기 때문에, 자원이 풍족하게 되었다.

#### 제 환공의 패업
이후 제15대 군주 환공 시대에 관중을 등용하여 주나라를 대신하여 제후들을 통제하였고, 남쪽의 초나라의 위협에 대항했다. 기원전 667년, 환공은 주나라 혜왕에게 패자로 인정되어 그 자리에 올랐고, 춘추 오패의 한 명으로 꼽힌다.

#### 환공 사후의 분쟁
그러나 환공의 사후에 환공의 아들들 간의 후계 싸움이 일어나 나라는 혼돈에 빠졌다. 환공이 태자로 지목한 효공 대신 환공의 총신 역아와 수초가 지지한 무궤가 뒤를 이었고, 무궤는 효공을 앞세운 송 양공 주도의 제후연합군과 국내의 호응에 쫓겨나 죽었으나 소공 · 혜공 · 의공 세 형제가 효공의 즉위를 저지해 송 양공이 재차 제나라를 침입하고서야 효공은 즉위할 수 있었다. 효공의 치세에는 일단 안정되었으나 이미 패자의 권위는 잃었다. 혼돈은 아직도 끝나지 않아서, 효공 사후에 효공의 아들을 또 다른 환공의 총신이며 소공의 당인 공자 개방이 죽이고 소공이 즉위하고, 소공이 죽은 후엔 일단 소공의 아들 사가 즉위했으나 얼마 못 가 의공이 죽이고 의공이 즉위하는 등 혼돈은 계속 이어졌다. 이 혼돈은 환공이 죽은 지 35년 후에 혜공이 등극함으로써 겨우 종식되었다. 그 동안, 이미 소공의 시대에 패자는 진나라의 문공이 되었고 소공은 문공의 패업에 협조했다. 문공이 패자가 되고 제나라도 그대로 국력을 유지하였지만, 중원의 주도권이 북쪽의 진(晉)나라와 남쪽의 초나라의 패자 쟁탈전으로 옮겨졌고, 그 상황에 제나라와 진(秦)나라가 관련되는 것이 춘추 시대 중기의 흐름이 되었다. 그 때부터 서서히 대부들의 힘이 강해지고, 군주 권력은 약해지고 있었다. 특히 제나라 공실의 지파인 국씨, 고씨, 최씨, 경씨와 제나라 밖에서 온 포씨와 진씨(陳氏) 등 6개의 가문의 힘이 강했다.

#### 경공의 소패업
25대 장공 때, 재상 최저(崔杼)는 자신의 아내가 장공과 사통하였음을 알고는 장공을 시해하였다. 최저는 장공의 아우 경공을 세웠지만, 후에 경씨에게 죽었다. 기원전 532년, 경공은 안영을 등용하고 군사 분야에는 사마양저를 등용하였다.

#### 전씨의 전횡
기원전 672년, 진나라(陳)에서 공자 전완이 진나라 유민들을 데리고 제나라로 망명하여 강력한 대부 가문이 되었으며, 그 후손들이 전, 손, 문, 설, 왕 등의 가문으로 창성하였다. 제 경공은 안영과 전양저 등의 명신에 힘입어 작은 패업을 이루었으나, 이 당시에 오히려 전씨는 제 경공의 실정을 틈타 민심을 사고 세력을 점차 강화했다. 이를 본 제나라 재상 안영은 진나라의 양설힐과 대화를 나누면서, 규성 전씨 왕조가 제나라에 들어 설 것이라고 예언하였다.
기원전 489년, 경공이 죽자 전걸은 경공의 유지를 뒤엎고 제 도공을 임금으로 세웠으며, 전걸의 아들 전항은 도공을 죽이고 제 간공을 임금으로 세웠다. 제 간공은 총신 감지를 끼고 전항과 대립했으나 전항은 감지와 간공을 모두 죽이고 제 평공을 임금으로 세웠다. 이후 전씨는 평공, 선공, 강공 3대를 걸치며 전항 - 전반 - 전백 - 전도자 - 전화가 이어가며 사실상 임금 노릇을 했다.

### 전제
기원전 386년에 전화가 강공을 몰아내고 제나라 제후가 되었다. 위왕이 행정 개혁을 행하여 국력을 증대하며 왕을 일컬었고, 기원전 4세기에는 제 민왕이 진(秦)나라와 중국을 양분하여 동제, 서제를 일컬을 정도의 세력을 자랑했다. 또 송나라를 멸하였다.
그러나 민왕의 지나친 팽창 정책과 외교적 충돌로 말미암아 연나라를 주축으로 하는 제후 연합군이 일어났고, 악의를 앞세운 연합군 앞에 제 민왕도 살해당하고, 거莒와 즉묵을 제외한 전 성읍이 함락되며 멸망의 위기에 놓였다. 민왕의 아들 제 양왕이 즉위해 항전을 이어 갔으며, 전단이 악의와 연나라 간을 이간시키고, 새로 온 대장 기겁을 무찌르며 나라를 회복하는 것에 성공했다.
양왕의 아들로 뒤를 이은 인물이 마지막 왕인 제왕 건이다. 건과 섭정 후승은 진나라와 친교를 맺고, 다른 나라들이 차례차례 진나라에 망하는 것을 수수방관했다. 마침내 일개 성읍국가에 불과한 위나라를 제외한 모든 나라가 망하고서야 위협을 느껴 진나라에 대한 방비를 했으나, 기원전 221년 진 시황제가 침공하자 제나라에는 이미 이를 막아낼 능력이 없었다. 결국 제왕 건이 스스로 항복하면서 멸망하였다.

## 역대 군주

### 강제 (강성 왕조)
| 대수 | 시호       | 휘                    | 재위 기간                   | 비고 |
| ---- | ---------- | --------------------- | --------------------------- | ---- |
| 1    | 태공(太公) | 상(尙)                |                             |      |
| 2    | 정공(丁公) | 급(伋)                |                             |      |
| 3    | 을공(乙公) | 득(得)                |                             |      |
| 4    | 계공(癸公) | 자모(慈母)            |                             |      |
| 5    | 애공(哀公) | 불신(不辰)            | ? ~ 기원전 863년            |      |
| 6    | 호공(胡公) | 정(靜)                | 기원전 862년 ~ 기원전 860년 |      |
| 7    | 헌공(獻公) | 산(山)                | 기원전 859년 ~ 기원전 851년 |      |
| 8    | 무공(武公) | 수(壽)                | 기원전 850년 ~ 기원전 825년 |      |
| 9    | 여공(厲公) | 무기(無忌)            | 기원전 824년 ~ 기원전 816년 |      |
| 10   | 문공(文公) | 적(赤)                | 기원전 815년 ~ 기원전 804년 |      |
| 11   | 성공(成公) | 탈(脫)                | 기원전 803년 ~ 기원전 795년 |      |
| 12   | 장공(莊公) | 속(贖)                | 기원전 794년 ~ 기원전 731년 |      |
| 13   | 희공(僖公) | 록(祿)                | 기원전 730년 ~ 기원전 698년 |      |
| 14   | 양공(襄公) | 제아(諸兒)            | 기원전 697년 ~ 기원전 686년 |      |
| 15   |            | 무지(無知)            | 기원전 686년                |      |
| 16   | 환공(桓公) | 소백(小白)            | 기원전 685년 ~ 기원전 643년 |      |
| 17   |            | 무궤(無詭) 무휴(無虧) | 기원전 643년 ~ 기원전 642년 |      |
| 18   | 효공(孝公) | 소(昭)                | 기원전 642년 ~ 기원전 633년 |      |
| 19   | 소공(昭公) | 반(潘)                | 기원전 632년 ~ 기원전 613년 |      |
| 20   |            | 사(舍)                | 기원전 612년                |      |
| 21   | 의공(懿公) | 상인(商人)            | 기원전 612년 ~ 기원전 609년 |      |
| 22   | 혜공(惠公) | 원(元)                | 기원전 608년 ~ 기원전 599년 |      |
| 23   | 경공(頃公) | 무야(無野)            | 기원전 598년 ~ 기원전 582년 |      |
| 24   | 영공(靈公) | 환(環)                | 기원전 581년 ~ 기원전 554년 |      |
| 25   | 장공(莊公) | 광(光)                | 기원전 553년 ~ 기원전 548년 |      |
| 26   | 경공(景公) | 저구(杵臼)            | 기원전 547년 ~ 기원전 490년 |      |
| 27   |            | 도(荼)                | 기원전 489년                |      |
| 28   | 도공(悼公) | 양생(陽生)            | 기원전 489년 ~ 기원전 485년 |      |
| 29   | 간공(簡公) | 임(壬)                | 기원전 484년 ~ 기원전 481년 |      |
| 30   | 평공(平公) | 오(驁)                | 기원전 480년 ~ 기원전 456년 |      |
| 31   | 선공(宣公) | 적(積) 취잡(就匝)     | 기원전 455년 ~ 기원전 405년 |      |
| 32   | 강공(康公) | 대(貸)                | 기원전 404년 ~ 기원전 379년 |      |

### 전제 (전씨 왕조)
| 대수 | 시호       | 휘         | 재위 기간                   | 비고 |
| ---- | ---------- | ---------- | --------------------------- | ---- |
| 1    | 태공(太公) | 화(和)     | 기원전 386년 ~ 기원전 384년 |      |
| 2    |            | 섬(剡)     | 기원전 383년 ~ 기원전 375년 |      |
| 3    | 환공(桓公) | 오(午)     | 기원전 374년 ~ 기원전 357년 |      |
| 4    | 위왕(威王) | 인제(因齊) | 기원전 356년 ~ 기원전 320년 |      |
| 5    | 선왕(宣王) | 벽강(辟彊) | 기원전 319년 ~ 기원전 301년 |      |
| 6    | 민왕(湣王) | 지(地)     | 기원전 300년 ~ 기원전 284년 |      |
| 7    | 양왕(襄王) | 법장(法章) | 기원전 283년 ~ 기원전 265년 |      |
| 8    |            | 건(建)     | 기원전 264년 ~ 기원전 221년 |      |

## 같이 보기
- 전제 (전국)
- 제환공

## 참고 문헌
- 이 문서에는 다음커뮤니케이션(현 카카오)에서 GFDL 또는 CC-SA 라이선스로 배포한 글로벌 세계대백과사전의 내용을 기초로 작성된 글이 포함되어 있습니다.